# Collegio elettorale di Savona (Senato della Repubblica)
Il collegio di Savona fu un collegio elettorale uninominale della Repubblica Italiana appartenente alla circoscrizione Liguria; fu utilizzato per eleggere un senatore della Repubblica dalla I alla XIV legislatura, sebbene con forme diverse e sistemi elettorali diversi.

## Storia
Il collegio venne creato nel 1948 secondo la legge n. 29 del 6 febbraio 1948 la quale, pur basandosi sull'impianto proporzionale in vigore per la Camera, rispetto a quest'ultima conteneva alcuni piccoli correttivi in senso maggioritario. Tale legge ebbe il suo definitivo perfezionamento col Testo Unico n. 361 del 1957. Differentemente dalla Camera, la legge elettorale del Senato si articolava su base regionale, seguendo il dettato costituzionale (art.57). Ogni Regione era suddivisa in tanti collegi uninominali quanti erano i seggi ad essa assegnati. All'interno di ciascun collegio, veniva eletto il candidato che avesse raggiunto il quorum del 65% delle preferenze: tale soglia, oggettivamente di difficilissimo conseguimento, tradiva l'impianto proporzionale su cui era concepito anche il sistema elettorale della Camera Alta. Qualora, come normalmente avveniva, nessun candidato avesse conseguito l'elezione, i voti di tutti i candidati venivano raggruppati in liste di partito a livello regionale, dove i seggi venivano allocati utilizzando il metodo D'Hondt delle maggiori medie statistiche e quindi, all'interno di ciascuna lista, venivano dichiarati eletti i candidati con le migliori percentuali di preferenza.
Nel 1993, con la cosiddetta Legge Mattarella (Legge n. 276, Norme per l'elezione del Senato della Repubblica), attuata in seguito al referendum abrogativo del 1993, venne istituito per la Camera dei deputati e per il Senato della Repubblica un sistema di elezione misto, in parte maggioritario e in parte proporzionale. Il 75% dei parlamentari dell'assemblea veniva eletto in collegi uninominali tramite sistema maggioritario a turno unico; il restante 25% al Senato veniva eletto tramite recupero proporzionale dei più votati non eletti attraverso un meccanismo di calcolo denominato "scorporo", cioè sottraendo dal conteggio dei voti totali di una lista nella parte proporzionale i voti ottenuti dai candidati collegati alla medesima lista che erano eletti nei collegi uninominali con il sistema maggioritario.
Il collegio venne abolito insieme a tutti gli altri che costituivano il Senato con la promulgazione della legge elettorale successiva, la cosiddetta Legge Calderoli. Questa prevedeva un sistema proporzionale con premio di maggioranza, che al Senato veniva attribuito a livello regionale.

## 1948-1993

### Territorio
Il collegio di Savona era uno degli 8 collegi uninominali in cui era suddivisa la Liguria; era interamente compreso nella provincia di Savona e comprendeva i seguenti comuni: Albisola Superiore, Albissola Marina, Altare, Balestrino, Bardineto, Bergeggi, Boissano, Borghetto Santo Spirito, Borgio Verezzi, Bormida, Cairo Montenotte, Calice Ligure, Calizzano, Carcare, Castelbianco, Castelvecchio di Rocca Barbena, Celle Ligure, Cengio, Ceriale, Cisano sul Neva, Cosseria, Dego, Erli, Finale Ligure, Giustenice, Giusvalla, Loano, Magliolo, Mallare, Massimino, Millesimo, Mioglia, Murialdo, Nasino, Noli, Orco Feglino, Osiglia, Pallare, Piana Crixia, Pietra Ligure, Plodio, Pontinvrea, Quiliano, Rialto, Roccavignale, Sassello, Savona, Spotorno, Stella, Toirano, Tovo San Giacomo, Urbe, Vado Ligure, Varazze, Vezzi Portio e Zuccarello.

### Dati elettorali

#### I legislatura
|                                                                                | Franco Varaldo ✔️ Eletto | Democrazia Cristiana                             | 53 136  | 44,18 |  |  |  |  |  |
|                                                                                | Andrea Dotta             | Fronte Democratico Popolare                      | 49 933  | 41,52 |  |  |  |  |  |
|                                                                                | Vittorio Vignola         | Unità Socialista - Partito Repubblicano Italiano | 14 912  | 12,40 |  |  |  |  |  |
|                                                                                | Pietro Garassino         | Blocco Nazionale                                 | 2 286   | 1,90  |  |  |  |  |  |
| Totale                                                                         | Totale                   | Totale                                           | 120 267 | 100   |  |  |  |  |  |
|                                                                                |                          |                                                  |         |       |  |  |  |  |  |
| Voti non validi                                                                | Voti non validi          | Voti non validi                                  | 5 320   | 4,24  |  |  |  |  |  |
| Votanti                                                                        | Votanti                  | Votanti                                          | 125 587 | 93,11 |  |  |  |  |  |
| Elettori                                                                       | Elettori                 | Elettori                                         | 134 881 |       |  |  |  |  |  |
|                                                                                |                          |                                                  |         |       |  |  |  |  |  |
| Nota: quorum del 65% non raggiunto; ripartizione dei seggi a livello regionale |                          |                                                  |         |       |  |  |  |  |  |
| Data: 18 aprile 1948                                                           |                          |                                                  |         |       |  |  |  |  |  |
| Fonte: Ministero dell'interno                                                  |                          |                                                  |         |       |  |  |  |  |  |

#### II legislatura
|                                                                                | Franco Varaldo ✔️ Eletto | Democrazia Cristiana                    | 52 205  | 40,92 |  |  |  |  |  |
|                                                                                | Vincenzo Zucca ✔️ Eletto | Partito Comunista Italiano              | 36 534  | 28,64 |  |  |  |  |  |
|                                                                                | Giuseppe Callandrone     | Partito Socialista Italiano             | 17 758  | 13,92 |  |  |  |  |  |
|                                                                                | Benedetto Martinego      | Partito Socialista Democratico Italiano | 9 733   | 7,63  |  |  |  |  |  |
|                                                                                | Santino Durante          | Partito Nazionale Monarchico            | 3 819   | 2,99  |  |  |  |  |  |
|                                                                                | Giovanni Nacherlilla     | Movimento Sociale Italiano              | 2 988   | 2,34  |  |  |  |  |  |
|                                                                                | Arnaldo Pessano          | PLI - PRI                               | 2 874   | 2,25  |  |  |  |  |  |
|                                                                                | Leopoldo Piccardi        | Unità Popolare                          | 946     | 0,74  |  |  |  |  |  |
|                                                                                | Ettore Monacci           | Alleanza Democratica Nazionale          | 710     | 0,56  |  |  |  |  |  |
| Totale                                                                         | Totale                   | Totale                                  | 127 567 | 100   |  |  |  |  |  |
|                                                                                |                          |                                         |         |       |  |  |  |  |  |
| Voti non validi                                                                | Voti non validi          | Voti non validi                         | 5 632   | 4,23  |  |  |  |  |  |
| Votanti                                                                        | Votanti                  | Votanti                                 | 133 199 | 95,15 |  |  |  |  |  |
| Elettori                                                                       | Elettori                 | Elettori                                | 139 991 |       |  |  |  |  |  |
|                                                                                |                          |                                         |         |       |  |  |  |  |  |
| Nota: quorum del 65% non raggiunto; ripartizione dei seggi a livello regionale |                          |                                         |         |       |  |  |  |  |  |
| Data: 7 giugno 1953                                                            |                          |                                         |         |       |  |  |  |  |  |
| Fonte: Ministero dell'interno                                                  |                          |                                         |         |       |  |  |  |  |  |

#### III legislatura
|                                                                                | Franco Varaldo ✔️ Eletto | Democrazia Cristiana                    | 55 808  | 41,27 |  |  |  |  |  |
|                                                                                | Vincenzo Zucca           | Partito Comunista Italiano              | 37 068  | 27,41 |  |  |  |  |  |
|                                                                                | Aldo Modena              | Partito Socialista Italiano             | 20 470  | 15,14 |  |  |  |  |  |
|                                                                                | Vittorio Vignola         | Partito Socialista Democratico Italiano | 9 227   | 6,82  |  |  |  |  |  |
|                                                                                | Leonardo Chiesa          | Movimento Sociale Italiano              | 4 105   | 3,04  |  |  |  |  |  |
|                                                                                | Giovanni Battista Cuneo  | Partito Liberale Italiano               | 3 313   | 2,45  |  |  |  |  |  |
|                                                                                | Ennio Della Torre        | Partito Nazionale Monarchico            | 1 706   | 1,26  |  |  |  |  |  |
|                                                                                | Maurizio Marrone         | PRI - Partito Radicale                  | 1 622   | 1,20  |  |  |  |  |  |
|                                                                                | Mario Nasi               | Partito Monarchico Popolare             | 964     | 0,71  |  |  |  |  |  |
|                                                                                | Giovanni Battista Sivero | Comunità                                | 943     | 0,70  |  |  |  |  |  |
| Totale                                                                         | Totale                   | Totale                                  | 135 226 | 100   |  |  |  |  |  |
|                                                                                |                          |                                         |         |       |  |  |  |  |  |
| Voti non validi                                                                | Voti non validi          | Voti non validi                         | 7 584   | 5,31  |  |  |  |  |  |
| Votanti                                                                        | Votanti                  | Votanti                                 | 142 810 | 96,23 |  |  |  |  |  |
| Elettori                                                                       | Elettori                 | Elettori                                | 148 408 |       |  |  |  |  |  |
|                                                                                |                          |                                         |         |       |  |  |  |  |  |
| Nota: quorum del 65% non raggiunto; ripartizione dei seggi a livello regionale |                          |                                         |         |       |  |  |  |  |  |
| Data: 25 maggio 1958                                                           |                          |                                         |         |       |  |  |  |  |  |
| Fonte: Ministero dell'interno                                                  |                          |                                         |         |       |  |  |  |  |  |

#### IV legislatura
|                                                                                | Franco Varaldo ✔️ Eletto | Democrazia Cristiana                    | 52 098  | 36,10 |  |  |  |  |  |
|                                                                                | Giuseppe Amasio          | Partito Comunista Italiano              | 43 111  | 29,87 |  |  |  |  |  |
|                                                                                | G. Amerio                | Partito Socialista Italiano             | 21 596  | 14,97 |  |  |  |  |  |
|                                                                                | L. Giacardi              | Partito Socialista Democratico Italiano | 11 190  | 7,75  |  |  |  |  |  |
|                                                                                | A, Astengo               | Partito Liberale Italiano               | 9 654   | 6,69  |  |  |  |  |  |
|                                                                                | Leonardo Chiesa          | MSI - PDIUM                             | 5 256   | 3,64  |  |  |  |  |  |
|                                                                                | Maurizio Marrone         | Partito Repubblicano Italiano           | 1 403   | 0,97  |  |  |  |  |  |
| Totale                                                                         | Totale                   | Totale                                  | 144 308 | 100   |  |  |  |  |  |
|                                                                                |                          |                                         |         |       |  |  |  |  |  |
| Voti non validi                                                                | Voti non validi          | Voti non validi                         | 8 684   | 5,68  |  |  |  |  |  |
| Votanti                                                                        | Votanti                  | Votanti                                 | 152 992 | 96,00 |  |  |  |  |  |
| Elettori                                                                       | Elettori                 | Elettori                                | 159 369 |       |  |  |  |  |  |
|                                                                                |                          |                                         |         |       |  |  |  |  |  |
| Nota: quorum del 65% non raggiunto; ripartizione dei seggi a livello regionale |                          |                                         |         |       |  |  |  |  |  |
| Data: 28 aprile 1963                                                           |                          |                                         |         |       |  |  |  |  |  |
| Fonte: Ministero dell'interno                                                  |                          |                                         |         |       |  |  |  |  |  |

#### V legislatura
|                                                                                | Giovanni Battista Urbani | PCI - PSIUP                   | 54 325  | 35,93 |  |  |  |  |  |
|                                                                                | Franco Varaldo ✔️ Eletto | Democrazia Cristiana          | 53 921  | 35,66 |  |  |  |  |  |
|                                                                                | A. Draperi               | PSI-PSDI Unificati            | 23 942  | 15,84 |  |  |  |  |  |
|                                                                                | G. Negro                 | Partito Liberale Italiano     | 12 665  | 8,38  |  |  |  |  |  |
|                                                                                | G. Dalla Valle           | Movimento Sociale Italiano    | 3 653   | 2,42  |  |  |  |  |  |
|                                                                                | C. Carozzi               | Partito Repubblicano Italiano | 2 685   | 1,78  |  |  |  |  |  |
| Totale                                                                         | Totale                   | Totale                        | 151 191 | 100   |  |  |  |  |  |
|                                                                                |                          |                               |         |       |  |  |  |  |  |
| Voti non validi                                                                | Voti non validi          | Voti non validi               | 10 666  | 6,59  |  |  |  |  |  |
| Votanti                                                                        | Votanti                  | Votanti                       | 161 857 | 95,97 |  |  |  |  |  |
| Elettori                                                                       | Elettori                 | Elettori                      | 168 653 |       |  |  |  |  |  |
|                                                                                |                          |                               |         |       |  |  |  |  |  |
| Nota: quorum del 65% non raggiunto; ripartizione dei seggi a livello regionale |                          |                               |         |       |  |  |  |  |  |
| Data: 19 maggio 1968                                                           |                          |                               |         |       |  |  |  |  |  |
| Fonte: Ministero dell'interno                                                  |                          |                               |         |       |  |  |  |  |  |

#### VI legislatura
|                                                                                | Franco Varaldo ✔️ Eletto           | Democrazia Cristiana                    | 54 963  | 34,02 |  |  |  |  |  |
|                                                                                | Giovanni Battista Urbani ✔️ Eletto | PCI - PSIUP                             | 54 906  | 33,99 |  |  |  |  |  |
|                                                                                | M. Ghisolfi                        | Partito Socialista Italiano             | 18 818  | 11,65 |  |  |  |  |  |
|                                                                                | F. Panizza                         | Partito Socialista Democratico Italiano | 10 751  | 6,66  |  |  |  |  |  |
|                                                                                | A. Galati                          | Partito Liberale Italiano               | 9 616   | 5,95  |  |  |  |  |  |
|                                                                                | F. Bogazzi                         | Movimento Sociale Italiano              | 7 042   | 4,36  |  |  |  |  |  |
|                                                                                | C. Carozzi                         | Partito Repubblicano Italiano           | 5 445   | 3,37  |  |  |  |  |  |
| Totale                                                                         | Totale                             | Totale                                  | 161 541 | 100   |  |  |  |  |  |
|                                                                                |                                    |                                         |         |       |  |  |  |  |  |
| Voti non validi                                                                | Voti non validi                    | Voti non validi                         | 8 522   | 5,01  |  |  |  |  |  |
| Votanti                                                                        | Votanti                            | Votanti                                 | 170 063 | 96,41 |  |  |  |  |  |
| Elettori                                                                       | Elettori                           | Elettori                                | 176 404 |       |  |  |  |  |  |
|                                                                                |                                    |                                         |         |       |  |  |  |  |  |
| Nota: quorum del 65% non raggiunto; ripartizione dei seggi a livello regionale |                                    |                                         |         |       |  |  |  |  |  |
| Data: 7 maggio 1972                                                            |                                    |                                         |         |       |  |  |  |  |  |
| Fonte: Ministero dell'interno                                                  |                                    |                                         |         |       |  |  |  |  |  |

#### VII legislatura
|                                                                                | Giovanni Battista Urbani ✔️ Eletto | Partito Comunista Italiano  | 67 132  | 40,36 |  |  |  |  |  |
|                                                                                | Gian Carlo Ruffino ✔️ Eletto       | Democrazia Cristiana        | 58 087  | 34,92 |  |  |  |  |  |
|                                                                                | Marcello Borghi                    | Partito Socialista Italiano | 21 319  | 12,82 |  |  |  |  |  |
|                                                                                | Cesare Zappulli                    | PLI - PRI - PSDI            | 11 724  | 7,05  |  |  |  |  |  |
|                                                                                | Alfredo Zunino                     | Movimento Sociale Italiano  | 5 616   | 3,38  |  |  |  |  |  |
|                                                                                | Antonio Saccomani                  | Partito Radicale            | 2 450   | 1,47  |  |  |  |  |  |
| Totale                                                                         | Totale                             | Totale                      | 166 328 | 100   |  |  |  |  |  |
|                                                                                |                                    |                             |         |       |  |  |  |  |  |
| Voti non validi                                                                | Voti non validi                    | Voti non validi             | 7 149   | 4,12  |  |  |  |  |  |
| Votanti                                                                        | Votanti                            | Votanti                     | 173 477 | 96,17 |  |  |  |  |  |
| Elettori                                                                       | Elettori                           | Elettori                    | 180 394 |       |  |  |  |  |  |
|                                                                                |                                    |                             |         |       |  |  |  |  |  |
| Nota: quorum del 65% non raggiunto; ripartizione dei seggi a livello regionale |                                    |                             |         |       |  |  |  |  |  |
| Data: 20 giugno 1976                                                           |                                    |                             |         |       |  |  |  |  |  |
| Fonte: Ministero dell'interno                                                  |                                    |                             |         |       |  |  |  |  |  |

#### VIII legislatura
|                                                                                | Giovanni Battista Urbani ✔️ Eletto | Partito Comunista Italiano                   | 60 095  | 37,33 |  |  |  |  |  |
|                                                                                | Gian Carlo Ruffino                 | Democrazia Cristiana                         | 53 958  | 33,51 |  |  |  |  |  |
|                                                                                | L. L. G. Cappello                  | Partito Socialista Italiano                  | 19 501  | 12,11 |  |  |  |  |  |
|                                                                                | S. Berté                           | Partito Socialista Democratico Italiano      | 6 219   | 3,86  |  |  |  |  |  |
|                                                                                | Antonio Saccomani                  | Partito Radicale                             | 5 815   | 3,61  |  |  |  |  |  |
|                                                                                | S. Accinelli                       | Partito Repubblicano Italiano                | 5 788   | 3,60  |  |  |  |  |  |
|                                                                                | M. Ghione                          | Movimento Sociale Italiano                   | 4 553   | 2,83  |  |  |  |  |  |
|                                                                                | Pietro Bucalossi                   | Partito Liberale Italiano                    | 4 399   | 2,73  |  |  |  |  |  |
|                                                                                | U. Griselli                        | Costituente di Destra - Democrazia Nazionale | 671     | 0,42  |  |  |  |  |  |
| Totale                                                                         | Totale                             | Totale                                       | 160 999 | 100   |  |  |  |  |  |
|                                                                                |                                    |                                              |         |       |  |  |  |  |  |
| Voti non validi                                                                | Voti non validi                    | Voti non validi                              | 9 637   | 5,65  |  |  |  |  |  |
| Votanti                                                                        | Votanti                            | Votanti                                      | 170 636 | 94,10 |  |  |  |  |  |
| Elettori                                                                       | Elettori                           | Elettori                                     | 181 335 |       |  |  |  |  |  |
|                                                                                |                                    |                                              |         |       |  |  |  |  |  |
| Nota: quorum del 65% non raggiunto; ripartizione dei seggi a livello regionale |                                    |                                              |         |       |  |  |  |  |  |
| Data: 3 giugno 1979                                                            |                                    |                                              |         |       |  |  |  |  |  |
| Fonte: Ministero dell'interno                                                  |                                    |                                              |         |       |  |  |  |  |  |

#### IX legislatura
|                                                                                | Giovanni Battista Urbani ✔️ Eletto | Partito Comunista Italiano    | 57 503  | 37,54 |  |  |  |  |  |
|                                                                                | Gian Carlo Ruffino ✔️ Eletto       | Democrazia Cristiana          | 47 634  | 31,10 |  |  |  |  |  |
|                                                                                | Paolo Caviglia                     | Partito Socialista Italiano   | 13 834  | 9,03  |  |  |  |  |  |
|                                                                                | Francesco Gervasio                 | Partito Repubblicano Italiano | 10 804  | 7,05  |  |  |  |  |  |
|                                                                                | Umberto Ramella                    | PLI - PSDI                    | 7 814   | 5,10  |  |  |  |  |  |
|                                                                                | Serafino Favoino                   | Movimento Sociale Italiano    | 7 337   | 4,79  |  |  |  |  |  |
|                                                                                | Oreste Roseo                       | Partito Radicale              | 3 898   | 2,54  |  |  |  |  |  |
|                                                                                | Valerio Venditti                   | Lista per Trieste-PPPIU       | 2 550   | 1,66  |  |  |  |  |  |
|                                                                                | Giovanni Trombetta                 | Democrazia Proletaria         | 1 794   | 1,17  |  |  |  |  |  |
| Totale                                                                         | Totale                             | Totale                        | 153 168 | 100   |  |  |  |  |  |
|                                                                                |                                    |                               |         |       |  |  |  |  |  |
| Voti non validi                                                                | Voti non validi                    | Voti non validi               | 13 780  | 8,25  |  |  |  |  |  |
| Votanti                                                                        | Votanti                            | Votanti                       | 166 948 | 91,75 |  |  |  |  |  |
| Elettori                                                                       | Elettori                           | Elettori                      | 181 958 |       |  |  |  |  |  |
|                                                                                |                                    |                               |         |       |  |  |  |  |  |
| Nota: quorum del 65% non raggiunto; ripartizione dei seggi a livello regionale |                                    |                               |         |       |  |  |  |  |  |
| Data: 26 giugno 1983                                                           |                                    |                               |         |       |  |  |  |  |  |
| Fonte: Ministero dell'interno                                                  |                                    |                               |         |       |  |  |  |  |  |

#### X legislatura
|                                                                                | Umberto Scardaoni ✔️ Eletto  | Partito Comunista Italiano    | 54 323  | 35,45 |  |  |  |  |  |
|                                                                                | Gian Carlo Ruffino ✔️ Eletto | Democrazia Cristiana          | 50 945  | 33,25 |  |  |  |  |  |
|                                                                                | Roberto Cicciomessere        | PSI - PSDI - PR               | 18 511  | 12,08 |  |  |  |  |  |
|                                                                                | Mario Forni                  | Movimento Sociale Italiano    | 8 336   | 5,44  |  |  |  |  |  |
|                                                                                | A. Arena                     | Partito Repubblicano Italiano | 6 205   | 4,05  |  |  |  |  |  |
|                                                                                | M. Pellifroni                | Lista Verde                   | 5 919   | 3,86  |  |  |  |  |  |
|                                                                                | A. Galati                    | Partito Liberale Italiano     | 4 072   | 2,66  |  |  |  |  |  |
|                                                                                | B. Mina                      | Democrazia Proletaria         | 2 322   | 1,52  |  |  |  |  |  |
|                                                                                | A. Coppola                   | Liga Veneta                   | 2 180   | 1,42  |  |  |  |  |  |
|                                                                                | G. Ferrero                   | Alleanza Popolare Pensionati  | 410     | 0,27  |  |  |  |  |  |
| Totale                                                                         | Totale                       | Totale                        | 153 223 | 100   |  |  |  |  |  |
|                                                                                |                              |                               |         |       |  |  |  |  |  |
| Voti non validi                                                                | Voti non validi              | Voti non validi               | 12 228  | 7,39  |  |  |  |  |  |
| Votanti                                                                        | Votanti                      | Votanti                       | 165 451 | 90,81 |  |  |  |  |  |
| Elettori                                                                       | Elettori                     | Elettori                      | 182 198 |       |  |  |  |  |  |
|                                                                                |                              |                               |         |       |  |  |  |  |  |
| Nota: quorum del 65% non raggiunto; ripartizione dei seggi a livello regionale |                              |                               |         |       |  |  |  |  |  |
| Data: 14 giugno 1987                                                           |                              |                               |         |       |  |  |  |  |  |
| Fonte: Ministero dell'interno                                                  |                              |                               |         |       |  |  |  |  |  |

#### XI legislatura
|                                                                                | Gian Carlo Ruffino ✔️ Eletto | Democrazia Cristiana                    | 42 511  | 27,23 |  |  |  |  |  |
|                                                                                | Sergio Tortarolo             | Partito Democratico della Sinistra      | 28 165  | 18,04 |  |  |  |  |  |
|                                                                                | Sergio Cappelli ✔️ Eletto    | Lega Lombarda                           | 25 001  | 16,01 |  |  |  |  |  |
|                                                                                | Osvaldo Chebello             | Partito Socialista Italiano             | 16 508  | 10,57 |  |  |  |  |  |
|                                                                                | Ezio Grillo                  | Partito della Rifondazione Comunista    | 12 485  | 8,00  |  |  |  |  |  |
|                                                                                | Marcello Scotto              | Partito Repubblicano Italiano           | 5 878   | 3,77  |  |  |  |  |  |
|                                                                                | Gabriele Di Nardo            | Movimento Sociale Italiano              | 5 384   | 3,45  |  |  |  |  |  |
|                                                                                | Giancarlo Pongibove          | Federazione dei Verdi                   | 4 955   | 3,17  |  |  |  |  |  |
|                                                                                | Mario Brignolo               | Partito Liberale Italiano               | 3 823   | 2,45  |  |  |  |  |  |
|                                                                                | Carla Albonico               | Partito Pensionati                      | 2 634   | 1,69  |  |  |  |  |  |
|                                                                                | Armando Milanese             | La Lega Casalinghe-Pensionati           | 2 562   | 1,64  |  |  |  |  |  |
|                                                                                | Michele Torrente             | Caccia Pesca Ambiente                   | 1 979   | 1,27  |  |  |  |  |  |
|                                                                                | Angelo Viveri                | Sì Referendum                           | 1 922   | 1,23  |  |  |  |  |  |
|                                                                                | Umberto Ramella              | Partito Socialista Democratico Italiano | 1 511   | 0,97  |  |  |  |  |  |
|                                                                                | Wilma Goich                  | Federalismo - Pensionati Uomini Vivi    | 804     | 0,51  |  |  |  |  |  |
| Totale                                                                         | Totale                       | Totale                                  | 156 122 | 100   |  |  |  |  |  |
|                                                                                |                              |                                         |         |       |  |  |  |  |  |
| Voti non validi                                                                | Voti non validi              | Voti non validi                         | 9 834   | 5,93  |  |  |  |  |  |
| Votanti                                                                        | Votanti                      | Votanti                                 | 165 956 | 88,80 |  |  |  |  |  |
| Elettori                                                                       | Elettori                     | Elettori                                | 186 889 |       |  |  |  |  |  |
|                                                                                |                              |                                         |         |       |  |  |  |  |  |
| Nota: quorum del 65% non raggiunto; ripartizione dei seggi a livello regionale |                              |                                         |         |       |  |  |  |  |  |
| Data: 5 aprile 1992                                                            |                              |                                         |         |       |  |  |  |  |  |
| Fonte: Ministero dell'interno                                                  |                              |                                         |         |       |  |  |  |  |  |

## 1993-2005

### Territorio
Il collegio di Savona era uno dei 6 collegi uninominali in cui era suddivisa la Liguria; come previsto dal D.Lgs. del 20 dicembre 1993 n. 535, era interamente compreso nelle province di Genova e di Savona e comprendeva i seguenti comuni: Albisola Superiore, Albissola Marina, Altare, Arenzano, Balestrino, Bardineto, Bergeggi, Boissano, Borghetto Santo Spirito, Borgio Verezzi, Bormida, Cairo Montenotte, Calice Ligure, Calizzano, Campo Ligure, Carcare, Celle Ligure, Cengio, Cogoleto, Cosseria, Dego, Finale Ligure, Giustenice, Giusvalla, Loano, Magliolo, Mallare, Masone, Massimino, Mele, Millesimo, Mioglia, Murialdo, Noli, Orco Feglino, Osiglia, Pallare, Piana Crixia, Pietra Ligure, Plodio, Pontinvrea, Quiliano, Rialto, Roccavignale, Rossiglione, Sassello, Savona, Spotorno, Stella, Tiglieto, Toirano, Tovo San Giacomo, Urbe, Vado Ligure, Varazze e Vezzi Portio.

### Eletti
| Elezione | Elezione | Senatore       | Partito           |
| -------- | -------- | -------------- | ----------------- |
|          | 1994     | Giovanni Russo | Progressisti (CS) |
|          | 1996     | Giovanni Russo | L'Ulivo (CS)      |
|          | 2001     | Egidio Pedrini | L'Ulivo (UDEUR)   |

### Dati elettorali

#### XII legislatura
|                               | Giovanni Russo ✔️ Eletto  | Alleanza dei Progressisti | 64 936  | 37,27 |  |  |  |  |  |
|                               | Sergio Cappelli ✔️ Eletto | Polo delle Libertà        | 60 918  | 34,97 |  |  |  |  |  |
|                               | Enrico Mozzoni            | Patto per l'Italia        | 27 109  | 15,56 |  |  |  |  |  |
|                               | Maria Carla La Rocca      | Alleanza Nazionale        | 14 245  | 8,18  |  |  |  |  |  |
|                               | Alberto Gabarello         | Partito Pensionati        | 7 016   | 4,03  |  |  |  |  |  |
| Totale                        | Totale                    | Totale                    | 174 224 | 100   |  |  |  |  |  |
|                               |                           |                           |         |       |  |  |  |  |  |
| Voti non validi               | Voti non validi           | Voti non validi           | 14 127  | 7,50  |  |  |  |  |  |
| Votanti                       | Votanti                   | Votanti                   | 188 351 | 89,79 |  |  |  |  |  |
| Elettori                      | Elettori                  | Elettori                  | 209 778 |       |  |  |  |  |  |
|                               |                           |                           |         |       |  |  |  |  |  |
| Data: 27-28 marzo 1994        |                           |                           |         |       |  |  |  |  |  |
| Fonte: Ministero dell'interno |                           |                           |         |       |  |  |  |  |  |

#### XIII legislatura
|                               | Giovanni Russo ✔️ Eletto | L'Ulivo             | 86 279  | 50,68 |  |  |  |  |  |
|                               | Sergio Cappelli          | Polo per le Libertà | 61 623  | 36,19 |  |  |  |  |  |
|                               | Davide Maranzano         | Lega Nord           | 22 352  | 13,13 |  |  |  |  |  |
| Totale                        | Totale                   | Totale              | 170 254 | 100   |  |  |  |  |  |
|                               |                          |                     |         |       |  |  |  |  |  |
| Voti non validi               | Voti non validi          | Voti non validi     | 12 972  | 7,08  |  |  |  |  |  |
| Votanti                       | Votanti                  | Votanti             | 183 226 | 86,88 |  |  |  |  |  |
| Elettori                      | Elettori                 | Elettori            | 210 886 |       |  |  |  |  |  |
|                               |                          |                     |         |       |  |  |  |  |  |
| Data: 21 aprile 1996          |                          |                     |         |       |  |  |  |  |  |
| Fonte: Ministero dell'interno |                          |                     |         |       |  |  |  |  |  |

#### XIV legislatura
|                               | Egidio Pedrini ✔️ Eletto              | L'Ulivo                              | 75 693  | 44,17 |  |  |  |  |  |
|                               | Stanislao Alessandro Sambin ✔️ Eletto | Casa delle Libertà                   | 71 583  | 41,77 |  |  |  |  |  |
|                               | Patrizia Turchi                       | Partito della Rifondazione Comunista | 9 738   | 5,68  |  |  |  |  |  |
|                               | Giancarlo Bertolazzi                  | Lista Di Pietro                      | 5 778   | 3,37  |  |  |  |  |  |
|                               | Gabriella De Santi                    | Lista Pannella-Bonino                | 4 713   | 2,75  |  |  |  |  |  |
|                               | Cesare Badoino                        | Democrazia Europea                   | 3 873   | 2,26  |  |  |  |  |  |
| Totale                        | Totale                                | Totale                               | 171 378 | 100   |  |  |  |  |  |
|                               |                                       |                                      |         |       |  |  |  |  |  |
| Voti non validi               | Voti non validi                       | Voti non validi                      | 7 839   | 4,37  |  |  |  |  |  |
| Votanti                       | Votanti                               | Votanti                              | 179 217 | 84,39 |  |  |  |  |  |
| Elettori                      | Elettori                              | Elettori                             | 212 359 |       |  |  |  |  |  |
|                               |                                       |                                      |         |       |  |  |  |  |  |
| Data: 13 maggio 2001          |                                       |                                      |         |       |  |  |  |  |  |
| Fonte: Ministero dell'interno |                                       |                                      |         |       |  |  |  |  |  |